# ХТ-134
ХТ-134 — радянський хімічний (вогнеметний) танк, створений на основі легкого танка Т-26. Остання модифікація танків цього сімейства.

## Історія
Розробка танка почалася в 1940 році під керівництвом конструкторського колективу заводу № 174. У верхньому лобовому листі корпусу встановлювався вогнемет КС-25, а в кормовій частині підбаштової коробки ставився бак з вогнесумішшю. Основне озброєння — 45-мм гармата 20К і 7,62-мм кулемет ДТ — залишилися в танку, а для більш ефективного захисту на башту і підбаштову коробку були поставлені додаткові 30-мм броньові екрани, які захищали від снарядів калібром 20 і 37 мм.
Збірка двох дослідних зразків була завершена в січні 1940 р., і вже через кілька тижнів обидва танки були відправлені на фронт до Фінляндії, де їх передали в розпорядження 210-го хімічного танкового батальйону. Досвід бойового застосування нових вогнеметних танків був цілком позитивним, однак радіус ураження вогнемета становив близько 50 метрів та вважався недостатнім. Проте, танки так і не надійшли в серійне виробництво: АБТУ порахувало більш пріоритетною роботу з модернізації вже існуючих вогнеметних машин.
Обидва зразки перед війною перебували в Московському військовому окрузі, і, по всій видимості, вступили в бої з німцями влітку-восени 1941 року, а потім та обороняли Москву. Точних даних про використання танків немає.